# Neophilippiana egregia
Neophilippiana egregia är en tvåvingeart som först beskrevs av Alexander 1929.  Neophilippiana egregia ingår i släktet Neophilippiana och familjen småharkrankar. Inga underarter finns listade i Catalogue of Life.